# 청도관
청도관은 1944년 이원국이 창시한 것으로 당수도를 가르치는 9개 관중 첫 관이다. 나중에 학교는 태권도로 알려지게 된 것을 가르치기 시작했다.